# Aeroportul Itumbiara
Aeroportul Itumbiara (IATA: ITR, ICAO: SBIT) este un aeroport din Itumbiara, Goiás, Região Centro-Oeste do Brasil⁠(d), Brazilia ce deservește zona Itumbiara. Aeroportul a fost tranzitat în 2014 de 0 pasageri. A fost numit după zona deservită.
Situat la o altitudine de 497 m, aeroportul dispune de 2 piste.

## Infrastructură

### Piste
Aeroportul dispune de 2 piste. Pista 18/36 are suprafața de asfalt și dimensiunile 1.750 m × 30 m. Pista 18/36 are suprafața de asfalt și dimensiunile 1.750 m × 30 m. 